# Campeonato Chileno de Futebol de 1981
O Campeonato Chileno de Futebol de 1981 (oficialmente Campeonato Nacional de Fútbol Profesional de la Primera División de Chile) foi a 48ª edição do campeonato do futebol do Chile. Os clubes jogam todos contra todos. Os dois últimos colocados são rebaixados diretamente para a Campeonato Chileno de Futebol - Segunda Divisão, enquanto os dois antepenúltimos jogam uma ligilla de rebaixamento com o 3º e 4º lugares da Primera B, onde os dois primeiros ascendem e os outros dois são rebaixados. O campeão e o ganhador da ligilla entre 2º ao 5º lugar se classificam para a Copa Libertadores da América de 1982.

## Participantes
| Equipe                                        | Cidade        | Região                           | No ano anterior                                                     | Estádio                                       | Capacidade | Títulos                                     | Participações |
| --------------------------------------------- | ------------- | -------------------------------- | ------------------------------------------------------------------- | --------------------------------------------- | ---------- | ------------------------------------------- | ------------- |
| Club Social y Deportivo Colo-Colo             | Macul         | Região Metropolitana de Santiago | Terceiro Lugar                                                      | Estádio Nacional de Chile                     | 55.100     | 12 (Último em 1979)                         | 49            |
| Club Universidad de Chile                     | Santiago      | Região Metropolitana de Santiago | Vice Campeão                                                        | Estádio Nacional de Chile                     | 55.100     | 7 (1940, 1959, 1962,1964, 1965, 1967, 1969) | 44            |
| Unión Española                                | Independencia | Região Metropolitana de Santiago | Sexto Lugar                                                         | Estádio Santa Laura                           | 22.375     | 5 (1943, 1951, 1973, 1975, 1978)            | 48            |
| Club Social y de Deportes Concepción          | Concepción    | Região de Bío-Bío                | Quarto Lugar                                                        | Estádio Municipal de Concepción               | 35.000     | 0 (não possui)                              | 14            |
| Club Deportivo Palestino                      | La Cisterna   | Região Metropolitana de Santiago | Nono Lugar                                                          | Estádio Santa Laura                           | 22.375     | 2 (1955, 1978)                              | 27            |
| Corporación Deportiva Everton de Viña del Mar | Viña del Mar  | Província de Valparaíso          | Sétimo Lugar                                                        | Estádio Sausalito                             | 25.000     | 3 (1950, 1952, 1976)                        | 36            |
| Club Deportivo Universidad Católica           | Las Condes    | Região Metropolitana de Santiago | Décimo Lugar                                                        | Estádio Independência                         | 13.500     | 4 (1949, 1954, 1961, 1966)                  | 40            |
| Audax Club Sportivo Italiano                  | La Florida    | Região Metropolitana de Santiago | Décimo Primeiro Lugar                                               | Estádio Santa Laura                           | 22.375     | 4 (1936, 1946, 1948, 1957)                  | 44            |
| O'Higgins Fútbol Club                         | Rancagua      | Região de O'Higgins              | Quinto Lugar                                                        | Estádio El Teniente                           | 14.550     | 0 (não possui)                              | 25            |
| Club de Deportes Cobreloa                     | Calama        | Região de Antofagasta            | Campeão                                                             | Estádio Municipal de Calama                   | 12.000     | 1 (1980)                                    | 4             |
| Club Deportivo y Social Naval                 | Talcahuano    | Região de Bío-Bío                | Décimo Segundo Lugar                                                | Estádio El Morro                              | 7.152      | 0 (não possui)                              | 8             |
| Club Deportivo Magallanes                     | Maipú         | Região Metropolitana de Santiago | Oitavo Lugar                                                        | Estádio Independência                         | 13.500     | 4 (1933, 1934, 1935, 1938)                  | 43            |
| Club de Deportes Iquique                      | Iquique       | Região de Tarapacá               | Décimo Quarto Lugar                                                 | Estádio Municipal de Iquique                  | -----      | 0 (não possui)                              | 2             |
| Club de Deportes Ñublense                     | Chillán       | Região de Bío-Bío                | Acesso pelo Campeonato Chileno de Futebol de 1980 - Segunda Divisão | Estádio Bicentenário Municipal Nelson Oyarzún | 12.000     | 0 (não possui)                              | 4             |
| Club de Deportes La Serena                    | La Serena     | Região de Coquimbo               | Acesso pelo Campeonato Chileno de Futebol de 1980 - Segunda Divisão | Estádio La Portada                            | 18.500     | 0 (não possui)                              | 18            |
| Club Deportivo San Luis                       | Quillota      | Região de Valparaíso             | Acesso pelo Campeonato Chileno de Futebol de 1980 - Segunda Divisão | Estádio Municipal Lucio Fariña Fernández      | 7.500      | 0 (não possui)                              | 12            |

## Campeão
| Campeão Chileno 1981                                           |
| -------------------------------------------------------------- |
| Club Social y Deportivo Colo-Colo (Ñuñoa) (13º título) Campeão |